# Дрегешть
Дрегешть, Дрегешті (рум. Drăghești) — село у повіті Мехедінць в Румунії. Входить до складу комуни Ісверна.
Село розташоване на відстані 277 км на захід від Бухареста, 39 км на північ від Дробета-Турну-Северина, 141 км на південний схід від Тімішоари, 116 км на північний захід від Крайови.

## Населення
За даними перепису населення 2002 року у селі проживали 233 особи, усі — румуни. Усі жителі села рідною мовою назвали румунську.